# Lago Alpe dei Cavalli
Il lago Alpe dei Cavalli  (anche lago di Cheggio o lago dei Cavalli) è un bacino artificiale in comune di Antrona Schieranco, in provincia del Verbano-Cusio-Ossola. 

## Storia

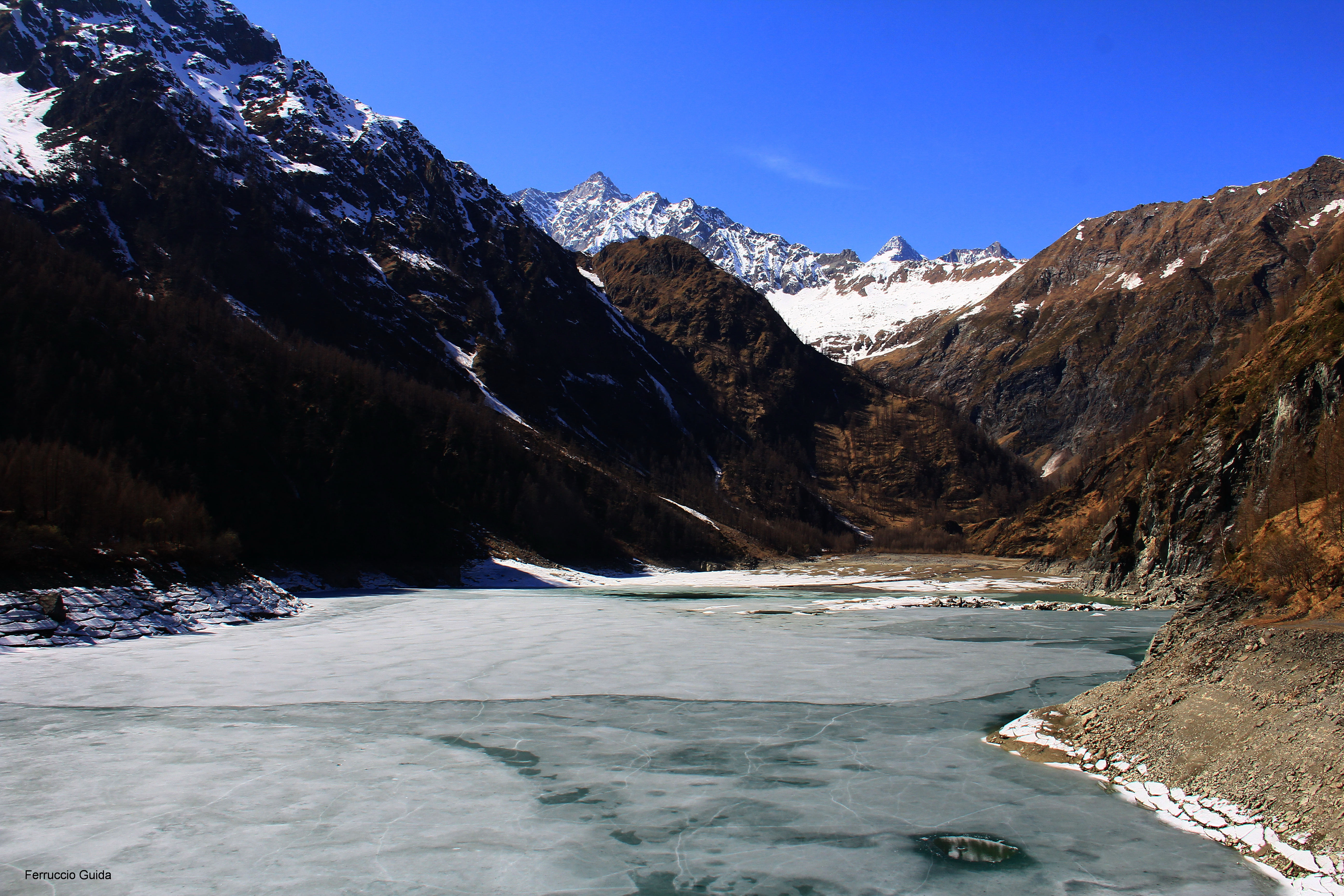
Il lago d'inverno

Il lago venne ottenuto sbarrando un pianoro dove già in passato si trovava un lago glaciale formato da un cordone morenico, in seguito eroso. La diga fu edificata tra il 1922 e il 1926, in pietrame a secco: è alta 33 metri ed è lunga 163 metri. Ha una capacità massima di 8.670.000 m3 di acqua. È del tipo a gravità e le sue acque vanno ad alimentare la centrale idroelettrica di Rovesca.

## Caratteristiche

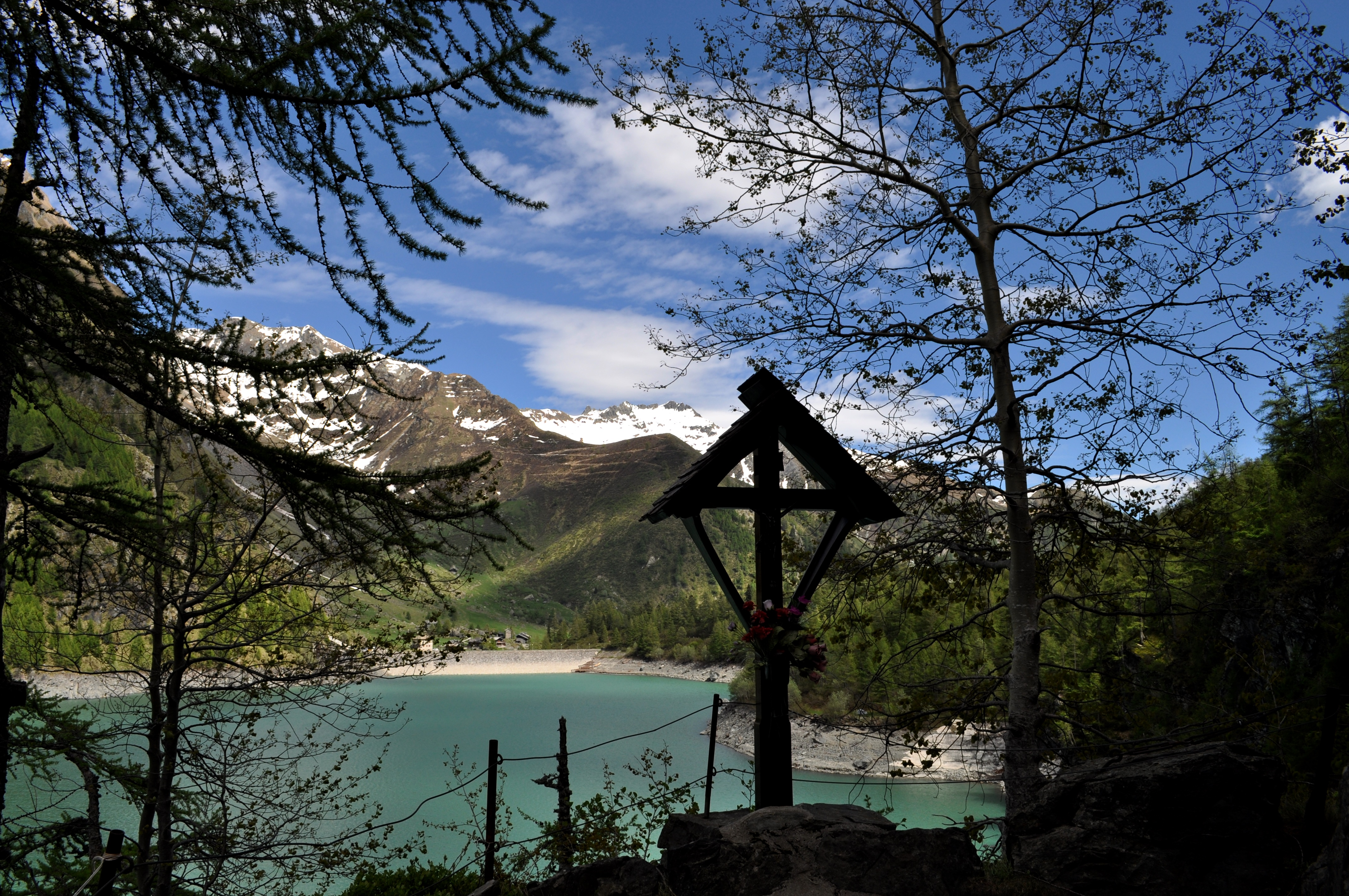
Vista verso la diga

Il lago si trova alla quota di 1490 m. Non lontano si trova il Rifugio Città di Novara; a monte dello specchio d'acqua è situata l'Alpe Gabbio, mentre a valle, vicino alla diga, si incontra l'Alpe Cheggio.